# HD-220 Leuntje Jacoba (schip, 1917)
De Leuntje Jacoba was een schip.
De aanduiding HD 220 was het registratienummer van een vissersschip dat, zoals gold voor alle vissersschepen, IJmuiden verplicht als thuishaven had. Het betrof een houten motorbotter die, gezien zijn lettercombinatie uit Den Helder afkomstig was. Het ging hier om een vissersscheepje dat vooral was bestemd voor visserij langs de Noordzeekust. Harm Wezelman, een kleine reder en NSB'er, was eigenaar van de HD 220. Hij onderhield reguliere contacten met de Abwehrmann Friedrich Carl Heinrich Strauch die spionageactiviteiten ontwikkelde op de Noordzee. Wezelman leverde op zijn tijd scheepjes voor Strauchs vloot van spionageloggers. Zijn beide zoons waren V-Männer, verbonden aan de Marine Abwehrstelle waarbinnen Strauch zijn spionage-activiteiten ontwikkelde.

## Vrolijks weigering
In december 1941 werd de reder Simon Vrolijk, directeur van de Scheveningse NV Vischhandel, Reederij en IJsfabriek Vrolijk - en eveneens NSB'er - benaderd door de Duitse Sicherheitsdienst (SD). De wens was, begin januari 1942 een in de Scheveningse haven liggend vissersschip beschikbaar te houden. Het opmerkelijke was de toelichting, namelijk, dat het vaartuig niet behoefde te varen. Vrolijk kon - of wilde wellicht - niet meewerken en gaf hoe dan ook aan, daarvoor geen schip voorhanden te hebben. Hij verwees de SD daarom naar Jan Dirk Vader, een Nederlander en NSB'er, die een belangrijke positie bekleedde bij de Hafenüberwachungsstelle van IJmuiden. Vader vond te IJmuiden de reder Wezelman bereid, een van zijn scheepjes naar Scheveningen te laten vertrekken om daar een te verwachten opdracht tegemoet te zien.

## Nummer gewijzigd
Uit naoorlogse verklaringen is gebleken dat indertijd iemand, zonder twijfel in opdracht van de SD, het registratienummer HD 220 van de desbetreffende botter vóór het afvaren naar Scheveningen overschilderde. Daarbij was het oorspronkelijke nummer HD 220 onzichtbaar geworden. In plaats daarvan kreeg het scheepje een vervangend registratienummer, namelijk SCH 81. Het opmerkelijke was dat het een registratienummer betrof van een vissersschip van de rederij Vrolijk. Bij zijn binnenkomst 's avonds op 3 januari 1942 te Scheveningen werd het schip dan ook door de Havendienst geregistreerd onder het nieuw aangebrachte - maar oneigenlijke - registratienummer SCH 81. Het ging hier om het opzetten van een val. Het aangemeerde scheepje zou zogenaamd kort na aankomst vertrekken naar Engeland nadat twaalf mannen, aspirant-Engelandvaarders, die de oversteek zouden maken waren ingescheept.

## Joodse Engelandvaarders
Het verraad begon bij een ontmoeting tussen de joodse zakenman Willem van Wieringen en de Scheveningse haring- en vishandelaar Aalbert de Jong. De zakenman was een vroegere werkgever van De Jongs vrouw die door haar baas slecht zou zijn behandeld. Van Wieringen vroeg De Jong of deze een schip kon regelen om samen met elf anderen naar Engeland over te steken. De Jong zegde toe dit te zullen regelen maar droeg de zaak uit wraak over wat zijn vrouw bij Van Wieringen was overkomen over aan de SD. Deze dienst had daarop, zoals eerder werd aangegeven, een en ander geregeld en het scheepje lag in de Scheveningse haven zogenaamd klaar voor vertrek. Het verraad werd duidelijk toen de twaalf mannen, meest van joodse origine, goedgelovig waren ingescheept.
De namen van de betrokkenen waren in alfabetische volgorde: Albert Beek, Philip Beek, Jan de Brabander, Eddie Diamant, de broers Leo Fonteijn en Simon Fonteijn, Jan Willem de Korver, Albert Levy, Alexander Mazei, Siegfried Seemann, Simon van Wieringen en zijn vader Willem van Wieringen. Zij werden van boord gehaald, gearresteerd en via het Oranjehotel en het strafkamp Amersfoort afgevoerd naar Duitse concentratiekampen. Slechts twee mannen - Jan de Brabander en Jan Willem de Korver - overleefden hun gevangenneming. Het verraad was dubbel; enerzijds naar de gearresteerden en anderzijds naar Simon Vrolijk toe. Het door de Havendienst op zaterdag 3 januari 1942 geregistreerde nummer, de vervalsing en alles eromheen werd de reder Simon Vrolijk na de oorlog fors aangerekend. Hij moest heel veel moeite doen zijn onschuld aan te tonen, niet in het minst omdat hij als NSB'er al in het nadeel was en voorts omdat de Duitser Strauch naast Vrolijk enige jaren de rederij mede had geleid.